# Julian Rudak
Julian Rudak ps. „Nagel”, „Boruta” „Slogan” (ur. 23 marca 1917 w Humenném, zm. 12 maja 2008 w Brzozowie) – oficer Polskiej Marynarki Handlowej oraz konspiracji AK-owskiej w czasie i po II wojnie światowej, pracownik zakładu foto-optycznego, fotografik.

## Życiorys

### Pochodzenie i młodość
Urodził się 23 marca 1917 w Humenném. Był synem Władysława (1883–1944, uczestnik walk z Ukraińcami 1918/1919, inżynier budowlany) i Węgierki Emmy z domu Thinschmidt (1895–1988). Po około roku od urodzenia, w związku z zakończeniem II wojny światowej i nastaniem Republiki Czechosłowackiej, z Humennégo trafił do Sanoka. Tam pomocy w jego wychowywaniu udzielała Paulina Żubryd (macocha Antoniego Żubryda). W młodości prócz Sanoka przebywał też w miejscach pracy swojego ojca, pracującego przy budowach różnych obiektów (np. w Krakowie, Skarżysku, Radomiu). W późniejszym czasie przez dwa lata mieszkał z rodzicami w Grodnie, gdzie uczył się w gimnazjum. W tej szkole działał w klubie fotograficznym pod okiem opiekuna tegoż, prof. Jana Bułhaka, dla którego był pomocnikiem podczas fotografowania Wileńszczyzny. W tym zakresie pobierał też lekcje u dr. Jana Kruszyńskiego w Wilnie. Był też związany z Jarosławiem. W tym mieście osiedli ostatecznie jego rodzice pod koniec lat 30..
Po zdaniu matury wstąpił do Szkoły Morskiej w Gdyni. Odbywszy sześciotygodniowy okres w charakterze kandydata rozpoczął służbę na Darze Pomorza. W 1936 odbył rejs do przylądka Horn, potem na statku SS Lewant na linii lewantyńskiej do Azji Wschodniej oraz z Gdyni do Hull w ramach „Polbrit”. Mianowany oficerem szalupowym pływał na jednostce MS Piłsudski do Nowego Jorku. Przed 1939 został członkiem załogi s/y Zawisza Czarny pod komendą gen. Mariusza Zaruskiego. Dostąpił stopnia porucznika (kapitan in spe). Od 1938 posiadał własne mieszkanie w Gdyni. Równolegle z pracą marynarską w 1936 został zaangażowany przez Morską Agencję Fotograficzną. Za sugestią dr. Wacława Korabiewicza podczas rejsu wykonywał zdjęcia, tworząc kronikę fotograficzną z rejsu Daru Pomorza, która stała się popularna. Przed 1939 zorganizowano kilkanaście wystaw jego fotografii (m.in. w Wilnie, Grodnie, Warszawie, Bydgoszczy). W Państwowej Szkole Morskiej uzyskał wykształcenie niepełne wyższe (tylko absolutorium). 

### II wojna światowa
W obliczu zagrożenia wybuchem konfliktu zbrojnego jako podchorąży Marynarki Wojennej był zmobilizowany do Szkoły Podchorążych Marynarki Wojennej od 10 sierpnia 1939. Po wybuchu II wojny światowej Szkoła Podchorążych MW została ewakuowana do Pińska. Uczestniczył w walkach września 1939. Służył we Flotylli Pińskiej. 17 września wraz z oddziałami marynarki trafił do Kamienia Koszyrskiego. Tam został rozpoznany przez dokonującego przeglądu gen. Franciszka Kleeberga, którego poznał jeszcze w Grodnie. Następnie służył pod komendą tegoż generała w szeregach Samodzielnej Grupy Operacyjnej „Polesie”. W dowodzonym przez płk. Adama Eplera zgrupowaniu „Kobryń” był dowódcą plutonu. Na początku października 1939 brał udział w bitwie pod Kockiem, gdzie został skierowany do walki na bagnety. Służbę zakończył 5 października 1939 unikając niewoli.
Po nastaniu okupacji niemieckiej działał w konspiracji w rejonie Przemyśla, Jarosławia, Przeworska (jego rodzice także działali w podziemiu niepodległościowym). Przystąpił do Służby Zwycięstwu Polski. Dwukrotnie jako kurier udawał się przez zieloną granicę na Węgry (według swojej relacji ustanowił rekord czasowego przejścia wynoszący 22 godziny). W jednym przypadku miał przygotować listę Polaków w wieku szkolnych, umieszczonych w obozie internowania na Węgrzech (takowy wykaz przekazał mu przebywający tam Adam Miler). W listopadzie 1939 został zaprzysiężony przez kpt. Rogackiego do Organizacji Orła Białego i był dowódcą lotnego zespołu bojowego, organizując pierwsze akcje dywersyjne na kolei. Według innej swojej wersji 10 grudnia 1939 przystąpił do Polskiego Związku Powstańczego, w którym do 1942 był oficerem szkoleniowym i dowódcą placówki dywersyjnej. Wraz ze swoją grupą w marcu 1940 został włączony do Związku Odwetu, działającego w ramach Związku Walki Zbrojnej. Dowodził wtedy oddziałem bojowym. Potem został żołnierzem Armii Krajowej (krypt. Polski Związek Powstańczy), używając pseudonimów „Nagel”, „Boruta”. W latach 1942–1944 działał w komórkach dywersyjnych (Kedyw AK), w stopniu podporucznika pełnił funkcje: kierownika komórki dywersyjnej, członka odwodu dywersyjnego komendanta okręgu AK Kraków płk. dypl. Józefa Spychalskiego ps. „Luty”, oficera dywersyjnego Obwodu AK Jarosław, adiutanta komendy Obwodu AK Przemyśl, p.o. komendanta Obwodu AK Przemyśl, szefa Kedywu w Jarosławiu.
Jako zastępca szefa dywersji Inspektoratu Przemyśl AK (z siedzibą w Przeworsku) jesienią 1943 i wiosną 1944 występował z pomysłem likwidacji gestapowca Franza Schmidta, po czym w maju 1944 otrzymał polecenie przygotowania akcji zamachu (według Rudaka pomysł ten uniemożliwiał szef Obwodu AK Jarosław por./kpt. Wojciech Szczepański ps. „Julian”). Po aresztowaniu komendanta Obwodu AK Przemyśl, kpt. Henryka Puziewicza ps. „Batura” (17 marca 1944) przez jego następcę tj. Jana Bronisława Totha ps. „Twardy” został mianowany członkiem komendy i adiutantem Obwodu AK Przemyśl. Od września 1944 do lutego 1945 sam był komendantem Obwodu AK Przemyśl (oba obwody funkcjonowały w strukturze Inspektoratu Przemyśl AK, a szerzej w ramach Podokręgu Rzeszów AK). Brał udział w akcjach przerzutowych na Węgry, w akcjach dywersyjnych na liniach kolejowych, wysadzaniu niemieckich składów amunicji. Od 1942 pełnił funkcję oficera śledczego (dochodzeniowego) w ekspozyturze śledczej Wojskowego Sądu Specjalnego. Był też członkiem Brygady Wywiadowczej. W 1944 był dowódcą kompanii dywersyjno-partyzanckiej w Przemyślu Korpusu Bezpieczeństwa. Uczestniczył w akcji „Burza”, rozpoczętej w Jarosławiu 24 lipca 1944. Tam brał udział w uniemożliwieniu wysadzenia w powietrze koszar 4 batalionu saperów. Po wkroczeniu sowietów na ziemie polskie (1944) działał w organizacji „NIE”, w Delegaturze Sił Zbrojnych na Kraj oraz w Zrzeszeniu „Wolność i Niezawisłość”. Na rozkaz zwierzchników dokonał ujawnienia się w Rzeszowie w stopniu porucznika (zweryfikowany jako podporucznik). Od 1944 do 1945 pozostawał bez pracy.

### Okres powojenny
Od 1946 do 1947 pracował jako oficer marynarki w porcie Gdańskim na stanowisku kierownika taboru pływającego. Pod koniec września lub w październiku 1947 został aresztowany pod zarzutami przejmowania funkcjonariuszy UB do konspiracji niepodległościowej oraz pomocy Stanisławowi Mikołajczykowi przy ucieczce z kraju. Początkowo, przez 10 dni był przetrzymywany w więzieniu w Trzciance, w więzieniu we Wronkach oraz w Poznaniu. Następnie został przewieziony do Rzeszowa, gdzie najpierw był przetrzymywany w siedzibie Powiatowym Urzędzie Bezpieczeństwa Publicznego, a następnie w gmachu prowadzącego śledztwo Wojewódzkiego Urzędu Bezpieczeństwa Publicznego w Rzeszowie przy ulicy Jagiellońskiej. Stamtąd dwukrotnie był przenoszony do lochów na rzeszowskim zamku, gdzie przebywał dwa tygodnie w październiku 1947 oraz trzy tygodnie w marcu 1948. W czasie śledztwa prowadzonego przez Wacława Świderskiego został odwiedzony w celu przez ministra bezpieczeństwa publicznego Stanisława Radkiewicza, przekonującego go, że ostatecznie przyzna się do winy. Pod koniec marca 1948 wraz z trzema innymi więźniami był skierowany do porządkowania dziedzińca zamkowego, w tym do zniwelowania zapadliny na placu za bramą wjazdową, według niego powstałej w miejscach pochowków. Łącznie był uwięziony przez 6,5 miesiąca do pierwszej dekady kwietnia 1948, gdy został zwolniony wobec tego, że nie udowodniono stawianych mu zarzutów (on sam nie przyznał się do nich). W sumie spędził w konspiracji osiem lat. W późniejszych latach był inwigilowany przez służby PRL.

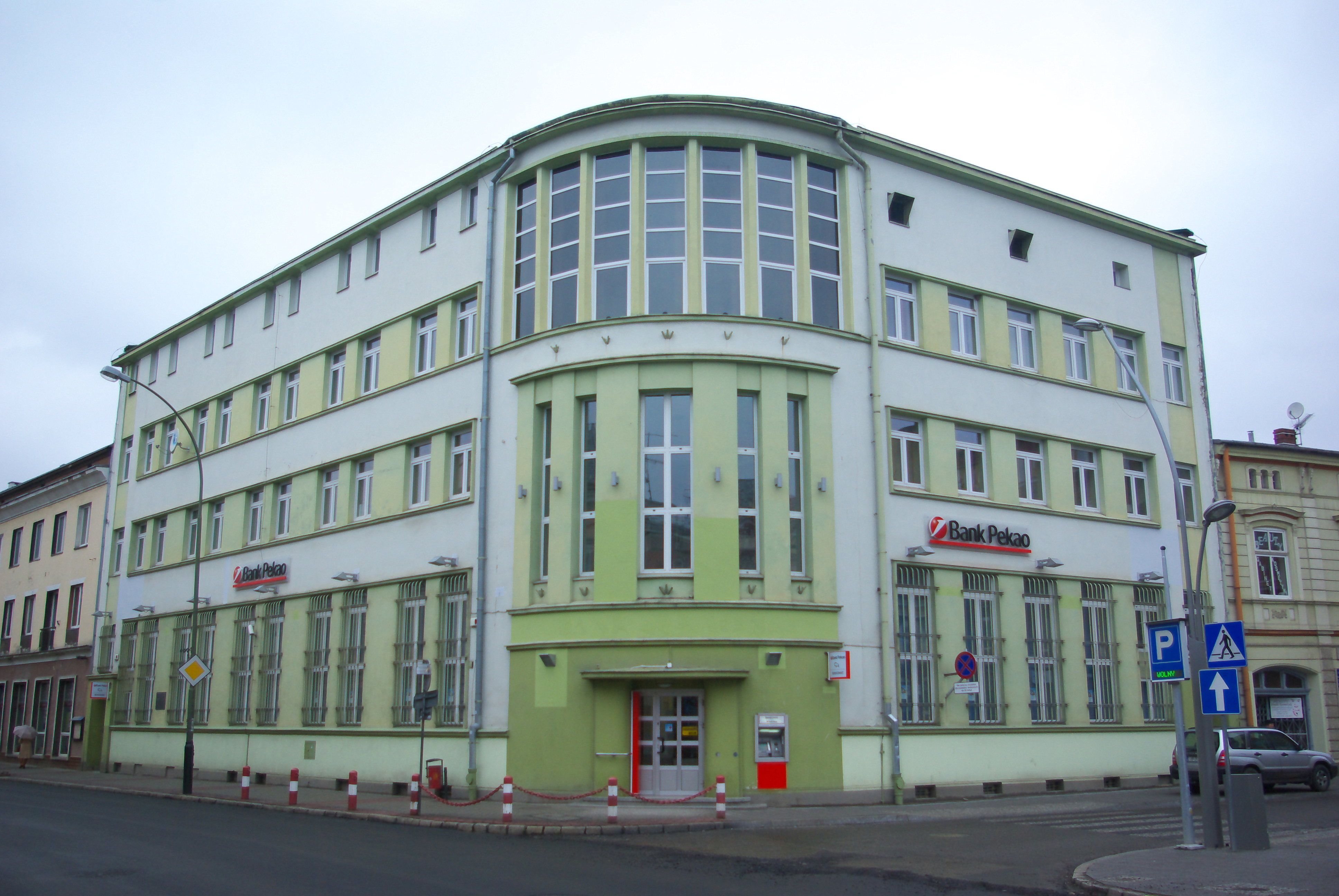
Gmach przy ul. Tadeusza Kościuszki 4 w Sanoku (2013)

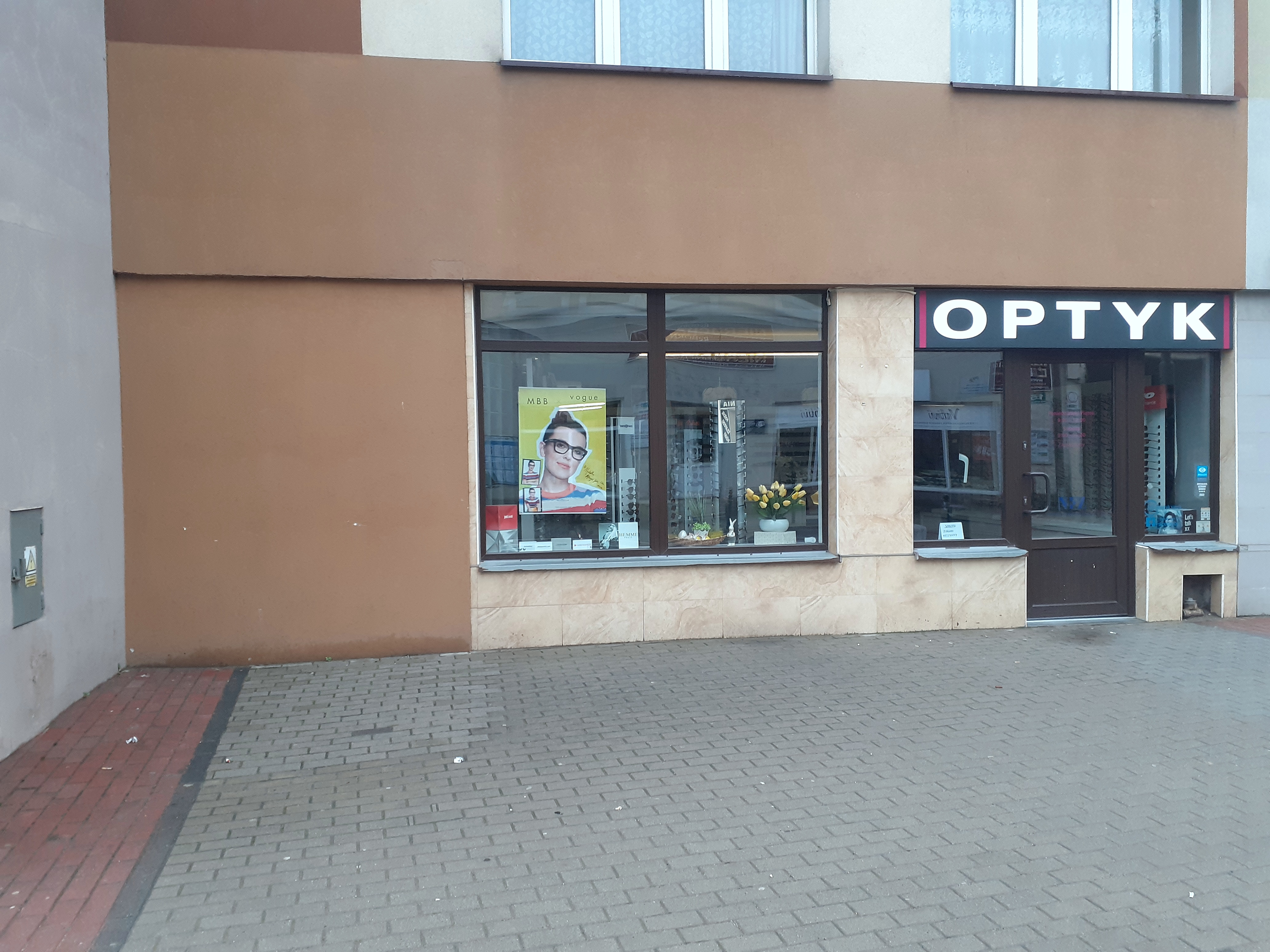
Punkt optyczny przy ul. Kościuszki 22 w Sanoku (2022)

Jesienią 1948 powrócił z Wybrzeża do Sanoka i pozostał w tym mieście do końca życia. Od tego czasu był zatrudniony w firmie określanej jako „Tartaki” dr. Oskara Schmidta i pracował w jej księgowości, funkcjonującej na drugim piętrze gmachu przy ul. Tadeusza Kościuszki 4 w Sanoku. Po likwidacji tej firmy pozostał w tym budynku, zamieszkując tam z rodziną. Od 1949 do 1951 pracował jako termoenergetyk w Kopalnictwie Naftowym w Sanoku. Od 1951 do 1953 był bez pracy. Od 1953 do 1958 był zatrudniony w Sanockich Zakładach Przemysłu Terenowego Materiałów Budowlanych (SZPTMB), gdzie był kierownikiem zakładu (żwirowni). Od 1958 w latach 60. i 70. pracował jako asystent muzealny w Muzeum Ziemi Sanockiej. Potem, do lat 80. prowadził zakład Fotooptyka w Sanoku (mieszczący się przy ulicy Tadeusza Kościuszki 12, zaś na skwerze naprzeciw tego punktu w 1966 ustanowiono pomnik upamiętniający statek MS Sanok).
Wszedł w skład Społecznego Komitetu Odbudowy pomnika Tadeusza Kościuszki w Sanoku, odsłoniętego w 1962. W 1965 pozostawał nadał w stopniu podporucznika (jako niezweryfikowany porucznik). W PRL był bezpartyjny. Tuż po wojnie w Gdańsku wstąpił do organizacji kombatanckiej i był członkiem zarządu wojewódzkiego, a potem członkiem zarządu powiatowego w Malborku. W 1960 był przewodniczącym koła oficerów rezerwy. Od 1964 był członkiem Rady Głównej Oficerów Rezerwy LOK przy Sztabie Generalnym. W 1965 został członkiem Związku Bojowników o Wolność i Demokrację. Był działaczem oddziału w Sanoku ZBoWiD; w 1966 został prelegentem tej organizacji, w 1967 został delegowany przez zarząd do składu sanockiej delegatury Okręgowej Komisji Badania Zbrodni Hitlerowskich w Rzeszowie. W 1976 otrzymał zaświadczenie kombatanta.
W Sanoku nadal uprawiał fotografowanie. Jego fotografie w liczbie sześciu wydrukowano w pierwszym wydaniu publikacji pt. Sanok i okolice z 1958 autorstwa Stefana Stefańskiego. W mieście przyjaźnił się ze Zdzisławem Beksińskim, także czynnym fotografikiem. Przez wiele lat był prezesem oddziału Polskiego Towarzystwa Fotograficznego w Sanoku, założonego w 1955 (wzgl. Sanockie Towarzystwo Fotografizne). Po rozkładzie działalności STF nawiązał współpracę z Folkwangschule für Gestaltung w zachodnioniemieckim Essen. Publikował w wydawnictwach tej szkoły. Do połowy lat 90. wykonał około 300 zdjęć. Po latach, w 2009 jego zdjęcia zostały wydane w albumie pt. Sanok. Fotografie archiwalne – Tom I, w przygotowaniu Andrzeja Romaniaka (były to m.in. fotografie przedstawiające dom Beksińskich w Sanoku, dokumentujące budowę Szpitala Specjalistycznego w Sanoku). Od sierpnia 1939 pasjonował się także lotnictwem, przez lata zbierał książki i przedmioty związane z samolotami, wykonywał ich modele i posiadał ich bogaty zbiór (w modele zaopatrywał go z Wielkiej Brytanii pochodzący z Przemyśla Kazimierz Reguła; w 1985 kolekcja Juliana Rudaka liczyła około 200 modeli). Konstruował także modele żaglowców i okrętów.
W połowie lat 80. był emerytowanym kapitanem Polskiej Marynarki Handlowej. Pod koniec 1988 w sanockim Klubie Inteligencji Katolickiej wygłosił dwa wykłady o podziemiu z lat 1939–1945. Był członkiem Zarządu Głównego Światowego Związku Żołnierzy Armii Krajowej w Krakowie oraz był określany jako wiceprezes ŚZŻAK z Sanoka. 16 czerwca 1990 przewodniczył spotkaniu ZŻAK w Przemyślu, w trakcie którego dekorowano odznaczeniami władz RP na uchodźstwie. 15 maja 1990 był awizowany jako kandydat z ramienia Konfederacji Polski Niepodległej w wyborach samorządowych do Rady Miasta Sanoka I kadencji (nie został wybrany). W latach 90. był członkiem Okręgowej Komisji Badania Zbrodni Przeciw Narodowi Polskiemu – Instytut Pamięci Narodowej w Rzeszowie. W tej strukturze na początku 1991 został wybrany do składu Zespołu Badania Zbrodni Komunistycznych popełnionych na Rzeszowszczyźnie w latach 1944–1989. Był członkiem oddziału Polskiego Towarzystwa Historycznego w Przemyślu i członkiem zarządu tegoż w kadencji 1990–1994. 27 września 1992 był jednym z odsłaniających tablicę na budynku przy ulicy Krasińskiego 25 w Przemyślu, upamiętniającą ofiary funkcjonujących tam placówek gestapo, NKWD i UB. W 50. rocznicę akcji „Burza” 12 lutego 1994 odebrał w Przemyślu awans na stopień kapitana służby stałej. Potem był określany w stopniu majora (także już pod koniec 1993), a później w stopniu podpułkownika w stanie spoczynku. Udzielił wypowiedzi w filmie dokumentalnym pt. Akcja Wisła z 1992, autorstwa Jadwigi Nowakowskiej. 11 listopada 1993 na antenie Polskiego Radia Rzeszów została wyemitowana audycja Zbigniewa Wawszczaka pt. Służyłem w AK – wspomnienia mjr. J. Rudaka. W 1994 zarząd Oddziału ŚZŻAK w Jarosławiu wystąpił przeciw rzekomo krzywdzącym wypowiedziom Rudaka na temat kpt. Wojciecha Szczepańskiego odnośnie do sprawy likwidacji F. Schmidta w Jarosławiu. W swojej obronie stanął wtedy sam Rudak, a wspierał go także dziennikarz Zbigniew Wawszczak. Rudak, doprecyzowując swoje stanowisko napomknął także fakt, że w czasie okupacji w Podokręgu Rzeszów miasto Jarosław utraciło najwięcej wartościowych obiektów wskutek działania niemieckiego Vernichtungskommando przy rzekomej bierności komendy Obwodu AK Jarosław. W latach 90., jako były oficer polskiego podziemia w czasie wojny oraz osoba osobiście znająca Antoniego Żubryda, na łamach prasy krytykował gloryfikowanie postaci tegoż oraz kwestionował ustalenia dotyczące jego losów, w czym wtórował mu Marcin Drozd, a polemizowali z nim historycy Jerzy Tarnawski i Andrzej Romaniak.
Do końca życia zamieszkiwał w budynku przy ul. Tadeusza Kościuszki 4 w Sanoku, stanowiącym siedzibę banku. Zmarł 12 maja 2008 w Brzozowie. Został pochowany na Starym Cmentarzu w Jarosławiu w grobowcu swojego ojca (w grobie obok spoczęła jego matka). Był żonaty z Zytą Rudak z domu Krasowską (1926–1994, pracowniczka Oddziału NBP w Sanoku, radna tamtejszej Miejskiej Rady Narodowej). Miał z nią syna Jacka (1954–2015). Żona i syn zostali pochowani na Cmentarzu Centralnym w Sanoku.

## Odznaczenia
- Krzyż Srebrny Orderu Virtuti Militari (rozkaz kmdt. Podokręgu AK Rzeszów płk. Kazimierza Putka ps. „Zworny” z 3 maja lub 11 listopada 1944, nie zweryfikowany do 1973[73][61])[9]
- Krzyż Kawalerski Orderu Odrodzenia Polski (władze RP na uchodźstwie)[25][9]
- Krzyż Walecznych – czterokrotnie (po raz pierwszy i drugi nadane przez AK 11 listopada 1944[74][75], po raz trzeci nie zweryfikowany do 1973[22], po raz czwarty przed 1996[9])
- Srebrny Krzyż Zasługi z Mieczami (nadany przez dowództwo AK 11 listopada 1944)[74][9]
- Brązowy Krzyż Zasługi z Mieczami (nadany przez dowództwo GO „Polesie”; podano datę 11 października 1939)[74][9]
- Krzyż Armii Krajowej[25][9]
- Krzyż Partyzancki (15 listopada 1968)[76]
- Medal „Za udział w wojnie obronnej 1939” (1982)[77]
- Medal Zwycięstwa i Wolności 1945 (30 lipca 1948)[78]
- Krzyż WiN (jeden z pierwszych odznaczonych)[2]
- Dyplom Żołnierzom Demokracji (1947–1949)[13]